# Edith Nourse Rogers
Pour les articles homonymes, voir Nourse.
Edith Nourse Rogers (née le 19 mars 1881 – morte le 10 septembre 1960) est une personnalité politique américaine, première femme ayant représenté l'État du Massachusetts au Congrès des États-Unis. Représentante républicaine pendant 35 ans à la Chambre des représentants des États-Unis, elle a été la femme y ayant eu la plus longue carrière, jusqu'à ce qu'elle soit dépassée par Barbara Mikulski en 2012.
Elle est inscrite au National Women's Hall of Fame.

## Biographie
Edith Nourse naît le 19 mars 1881 à Saco (Maine) de Franklin T. Nourse, gérant d'une usine de textile, et d'Edith France Riversmith. Elle reçoit une éducation privée jusqu'à ses quatorze ans. Elle intègre alors la Rogers Hall School de Lowell (Massachusetts), puis l'école de Madame Julien à Neuilly-sur-Seine, près de Paris.
En 1925, à la suite du décès de son mari, une élection partielle est organisée et Edith Nourse Rogers est candidate à sa succession. Tout comme Mae Ella Nolan and Florence Prag Kahn, elle gagne le siège de son mari.
En 1939, elle est avec le sénateur Robert F. Wagner (1877-1953) l'un des deux promoteurs du projet Wagner-Rogers qui tente, en vain, de sauver 20 000 enfants juifs de l'Allemagne nazie.
Elle est enterrée dans le cimetière de Lowell au Massachusetts.